# Казмичёв, Матвей Матвеевич
Матве́й Матве́евич Казмичёв (Казьмичёв) (псевдоним Скальдов М. М.; 1864—1929) — донской литератор, общественный деятель, атаман Заокеанской казачьей станицы.

## Биография
Родился в 1864 году (по другим данным в 1866 году), из дворян Войска Донского. Отец — Матвей Иванович Казмичёв (1833—?); брат — Варфоломей Иванович (1836—?) — участник Русско-турецкой войны 1877—1878 годов.
Службу начал казаком в 1884 году, окончил Новочеркасское казачье юнкерское училище.
В декабре 1891 года сотника М. М. Казмичёва прикомандировали в ведомство мобилизационного походного управления атамана Донецкого округа. В апреле 1894 года он был произведён в подъесаулы, а в 1899 году был назначен нотариусом в станицу Великокняжескую, где занимался и адвокатской деятельностью.
В январе 1904 года Матвея Матвеевича уволили из военного ведомства для определения к статским делам с производством в коллежские асессоры. В конце того же года у него дома полиция обнаружила явку крестьянской группы Донкома РСДРП, за что он был выслан в окружную станицу Донецкого округа Каменскую.
На новом месте М. М. Казмичёв развил активную деятельность, состоял председателем правления Каменского телефонного общества, членом правления Общества для пособия нуждающимся учащимся. По его инициативе в станице создаётся публичная библиотека, а Казмичёв становится первым её председателем правления.
Одновременно Казмичёв являлся младшим нотариусом в Новочеркасске. Его нотариальная контора располагалась по адресу: Платовский проспект, отделение № 15, верхний гостиничный ряд. Работая нотариусом, он печатал свои пьесы и рассказы в газетах «Донская жизнь» и «Сын Отечества».
Во время Гражданской войны Матвея Матвеевича избрали депутатом Большого войскового круга от станицы Луганской.
После войны он эмигрировал за границу, отошёл от политики и полностью посвятил себя общественной и писательской деятельности, публикуя стихи под псевдонимом Скальдов. Проживая в США, избирался атаманом Заокеанской казачьей станицы.
Умер 11 апреля 1929 года в Филадельфии, США.

## Пьесы М. М. Казмичёва
- «Разведчики» — пьеса для детей в 4-х картинах (действие происходит в эпоху Первой мировой войны);
- «Товарищи» — пьеса для детей в 4-х картинах (Москва, 1911);
- «На лету» — комедия-шутка в 3-х действиях (1903);
- «Сон под Рождество» — детские сценки в 2-х картинках из журнала «Светлячок» (1913)[5].

### Семья
- Жена — дочь губернского секретаря Смирнова Анна Ивановна, остались в Советской России.
- Дети:
  - Михаил (1897—1960) — занимался литературной деятельностью и переводами с испанского и французского языков.
  - Татьяна (1902—1990) — библиотечный работник и переводчик.
  - Юрий (1907—1980) — художник, автор иллюстраций к книгам русских писателей[4].